# Somlóvecse
Somlóvecse (vyslovováno [šomlóveče]) je malá vesnička v Maďarsku v župě Veszprém, spadající pod okres Devecser. Nachází se asi 14 km severozápadně od Devecseru. V roce 2015 zde žilo 66 obyvatel. Dle údajů z roku 2011 tvoří 96,4 % obyvatelstva Maďaři a 6 % Němci, přičemž 2,4 % obyvatel se k národnosti nevyjádřilo.
Sousedními vesnicemi jsou Somlószőlős a Vid.